# Hawaiisches Englisch
Hawaiisches Englisch ist der Dialekt des Amerikanischen Englisch im US-Bundesstaat Hawaii. Es ist größtenteils identisch mit dem Amerikanischen Englisch, mit dem Unterschied, dass Wörter der Hawaiischen Sprache und des Hawaii Creole English übernommen werden.
Verbreitete Beispiele hierfür sind: „Aloha Friday“ (Casual Friday), „aloha shirt“ (Hawaiihemd), „bumbeye“ (bald, später), „kapu“ (verboten), „lei“ (Hals- oder Kopfschmuck), „mahalo“ (Dank).
Richtungsangaben werden nicht in Kompassrichtungen gemacht, sondern mit markanten Zielen, z. B.: „Go ewa one block, turn makai at the traffic light, go two blocks Diamond Head, and you'll find the place on the mauka side of the street“ (Gehe einen Block Richtung Ewa Beach, an der Ampel Richtung Meer, nach zwei Blocks Richtung Diamond Head liegt das Ziel auf der den Bergen zuwandten Seite der Straße).